# Prima Sinfonia da camera (Schönberg)
La Prima Sinfonia da camera op. 9 è una composizione scritta nel 1906 da Arnold Schönberg.

## Storia della composizione
Nel 1901 Arnold Schönberg aveva sposato Mathilde von Zemlinsky e nello stesso anno si era trasferito a Berlino non solo allo scopo di migliorare la propria situazione finanziaria, ma anche per sfuggire alla soffocante atmosfera culturale viennese del periodo asburgico. Nella capitale tedesca, il musicista contava di avere maggiori possibilità di più ampi contatti, oltre che di vivere stimolanti esperienze. Finì così per assumere la direzione dell’Orchestra del Buntes Theater, dove si eseguiva un repertorio di musica leggera, operette e cabaret. Fu appunto attraverso il cabaret Überbrettl che Schönberg poté conoscere personalità come il poeta Richard Dehmel, il drammaturgo Frank Wedekind e soprattutto Richard Strauss che gli offrì la possibilità di iniziare anche la sua attività di insegnante dando lezioni al conservatorio Stern, uno degli istituti musicali berlinesi maggiormente qualificati. 
Poco tempo dopo, nel 1903 fece ritorno a Vienna divenendo insegnante di armonia e contrappunto in una scuola cittadina, dove tra i suoi numerosi allievi vi erano Alban Berg e Anton von Webern ai quali lo avrebbe unito un legame di profonda e sincera amicizia. Nel frattempo, grazie al sostegno di Gustav Mahler, gli fu offerta la possibilità di far eseguire in pubblico numerose sue opere, peraltro accolte talvolta ben poco benevolmente da una parte del pubblico e della critica. Benché afflitto da gravi problemi dovuti a ristrettezze economiche, in quegli anni Schönberg attraversò un periodo di felice vena creativa che lo avrebbe condotto all’evoluzione del proprio linguaggio musicale e al superamento di una rigida concezione della tonalità. Videro così la luce opere come i Sei Lieder per voce e orchestra op. 8 (1904) e il Primo Quartetto per archi in re minore op. 7 (1904-1905), brano quest’ultimo che già preannuncia la tesa ambientazione sonora della prima compiuta affermazione artistica di Schönberg: la Sinfonia per orchestra da camera n. 1 op. 9, composta nel 1906 originariamente per quindici strumenti solisti e successivamente adattata nel 1935 per grande orchestra. In questa composizione, il musicista viennese si rivela un artista che, pur sentendosi legato al passato, afferma decisamente la propria personalità protesa alla ricerca di un mondo nuovo di sonorità e di soluzioni costruttive ancora inesplorate; nella Sinfonia (come anche nel finale del Secondo Quartetto per archi e nei Cinque pezzi per orchestra op. 16) sia la tonalità che le strutture classiche sembrano abbandonate. È tutto un mondo nuovo che si afferma, un mondo del quale si trovano le regole contenute nell’Harmonielehre, la prima opera teorica di Schönberg, pubblicata nel 1911, nella quale egli dichiara: «Componendo io decido solamente col sentimento, il sentimento della forma; tutto il resto viene escluso. Il creare dell’artista è istintivo. La coscienza ha scarsa influenza su di esso». Inizia in tal modo il superamento del sistema tradizionale di composizione che condurrà Schönberg a un atteggiamento di ribellione contro ogni forma di dogmatismo, rinvenibile in opere successive come nei Sei piccoli pezzi per pianoforte op. 19. 

## Struttura della composizione
Nella Prima Sinfonia per orchestra da camera il punto di partenza è rappresentato dall’intervallo di quarta, introdotto nella prima battuta in funzione di accordo (è un accordo di quarte sovrapposte: sol, do, fa, si bemolle, mi bemolle, la bemolle) e immediatamente dopo svolto melodicamente dal corno (re, sol, do, fa, si bemolle, mi bemolle). Si è qui in presenza di qualcosa che oltrepassa il limite di una semplice scelta come potrebbe essere (ad esempio) il primo tema in una composizione sinfonica classica; le quarte introducono fin dall’inizio un altro ordine di elementi, ossia si pongono come scelta anche dal punto di vista tonale, allo stesso modo della scala per toni interi impiegata da Claude Debussy. Si tratta di un momento importante nell’evoluzione del linguaggio musicale di Arnold Schönberg, tale da richiedere un’attenta analisi.
Il primo formarsi di una sensibilità tonale si era basato sull'intervallo di terza che aveva dato origine all'accordo perfetto, caposaldo di tutta l’armonia tonale e simbolo della stabilità assoluta in quanto si compone della sovrapposizione di due intervalli di terza (do, mi; mi, sol = do, mi, sol). I musicisti successivamente, protesi alla ricerca continua di un arricchimento espressivo del linguaggio, iniziarono a spingere la tensione dialettica della composizione, contrapponendo all’accordo perfetto (tipicamente statico) altri accordi di movimento che essi tendevano a risolvere nell’accordo perfetto. Tali altri accordi, quasi per germinazione spontanea, non erano altro che successive sovrapposizioni di terze; nacque in tal modo per primo l’accordo di settima (vale a dire l’intervallo tra due note estreme, divisa in quattro terze sovrapposte: do, mi, sol, si bemolle), seguito da quello di nona (do, mi, sol, si bemolle, re), entrambi utilizzati già nell’epoca di Claudio Monteverdi. Nel primo Romanticismo si provvide ad allargare ulteriormente la tensione dell’accordo di nona mediante l’aggiunta di una nuova terza (do, mi, sol, si bemolle, re, fa), spingendo l’intervallo totale fino all’undicesima che avrebbe caratterizzato il Tristano e Isotta di Richard Wagner e le musiche di tutti i compositori romantici. Sul finire del XIX secolo ed agli inizi del XX secolo si procedette ad un’ulteriore spinta dell’intervallo aggiungendo una nuova terza (do, mi, sol, si bemolle, re, fa, la), realizzando l’accordo di tredicesima, impiegato soprattutto da Maurice Ravel; si era arrivati così all’estremo limite oltre il quale l’armonia tonale non poteva andare oltre, in quanto aggiungere un'altra terza voleva dire ricominciare la serie a due ottave di distanza, ripetendo pertanto le stesse note già utilizzate. 
Per contro, la successione di intervalli di quarta permetteva di toccare senza alcuna ripetizione tutti i dodici suoni della scala; al tempo in cui iniziò a comporre la Prima Sinfonia per orchestra da camera, Schönberg non aveva ancora deciso di raggiungere il totale dei dodici suoni, tuttavia la scelta dell’intervallo di quarta sta in ogni caso a indicare la volontà del compositore viennese di superare il vincolo dell’armonia costruita su terze. In questo modo, Schönberg compone la sua prima opera per così dire “espressionista”, secondo un linguaggio costituente una creazione autenticamente personale . 
La Prima Sinfonia per orchestra da camera, beninteso, è un’opera scritta ancora secondo i canoni della tonalità (per la precisione, in mi maggiore) e si avvale altresì degli schemi formali della sinfonia classica. La sua modernità rispetto al passato è data da importanti innovazioni armoniche che già spingono la composizione alle soglie dell’atonalità, mentre il rifiuto del gigantismo orchestrale (manifestamente evidente nell’opera sinfonica di Bruckner e Mahler) conduce Schönberg a prediligere una sonorità a volte rarefatta, altre volte deformata e violenta, che rivela una sensibilità timbrica antinomica rispetto a quella del sinfonismo corrente all’epoca. L’autore stesso aveva piena consapevolezza della portata innovatrice della Prima sinfonia op. 9 , al punto di arrivare a scrivere pochi anni dopo nell’Harmonielehre: «Qui le quarte … si espandono architettonicamente sul pezzo e danno la loro impronta a tutta la musica. Ne deriva così che esse non compaiono in veste melodica o come effetto armonico puramente impressionistico ma la loro peculiarità compenetra l’intera costruzione armonica» .
La Prima Sinfonia op. 9 rappresenta dunque un’opera di transizione verso le successive conquiste musicali di Schönberg. Uno degli aspetti che proiettano l’opera nella dimensione della più tarda organizzazione integrale del materiale musicale si trova nell’armonia, che presenta per la prima volta ciò che René Leibowitz ha definito una concezione “unica” di melodia e armonia. Dopo le prime quattro battute introduttive, l’ascesa del primo corno per intervalli impetuosi di quarta presenta un nucleo fondamentale, intorno al quale lungo l’intero svolgimento del brano si determinano non solo le melodie e l’andamento orizzontale dei temi, ma altresì le armonie. Nasce in tal modo la famosa “armonia per quarte” (in contrapposizione alla tradizionale armonia per terze) che sarebbe stata successivamente teorizzata da Paul Hindemith con criteri alquanto differenti rispetto a Schönberg .

### Il primo tempo
Il primo tempo (esposizione) è un movimento rapido, preceduto da poche battute in tempo Lento, nel quale sono esposti i fondamentali elementi costruttivi dell’op. 9, ossia il famoso accordo per quarte apparso agli occhi dei critici più severi come una vera e propria dichiarazione di guerra alla tonalità tradizionale ; nel “Signale” di Berlino del 14 maggio 1913, il redattore arrivò a scrivere: «Quindici bravi musicisti hanno presentato la Sinfonia da camera di Schönberg. “Sinfonia da camera degli orrori” sarebbe stato un titolo più adatto. È come se uno spirito diabolico avesse sussurrato che il futuro della musica sta nel ripudio di qualsiasi concetto di tonalità …» . All’accordo segue un tema per toni interi; questi due temi, che potrebbero più appropriatamente essere definiti come semplici incisi, si espandono successivamente a tutti i momenti della Sinfonia, divenendone le vere e proprie cellule strutturali. 

### Il secondo tempo
Il secondo tempo (Molto rapido) è una sorta di scherzo in 3/4 che, attraverso ulteriori “crescendo” dinamici, giunge a quello che si può definire il (terzo) tempo (Molto più lento, ma scorrevole; Molto adagio) della Sinfonia, il quale sfocia a sua volta nel Finale, veloce e pieno di slancio (indicato da Schönberg con il termine tedesco schwungvoll) . Il Finale non si presenta come un brano a sé stante, in quanto si basa sul medesimo materiale tematico precedente; Alban Berg avanzò l’ipotesi che l’opera comprendesse un unico grande tempo in forma di sonata dove lo Scherzo ed il Tempo lento avrebbero il carattere di inserti, l’uno tra esposizione e sviluppo, l’altro tra questo e la ripresa conclusiva. Da parte sua Schönberg, che prestava molta attenzione ad analizzare a mente fredda le proprie composizioni, mise in luce le affinità più nascoste tra temi apparentemente assai differenti, le quali peraltro erano state originate inconsciamente nel momento dell’attività creativa. Tale sottile rete di relazioni si risolve in sede di ascolto nell’àmbito di un discorso musicale fluente e mosso, in cui si alternano episodi di grande energia tematica ad altri «di più oscura fermentazione ritmica o di distesa espansione melodica». Il “carattere fervido e anelante” che Hermann Scherchen ha attribuito all’intensa melodia dell’oboe e del violoncello nella parte iniziale del Finale, è in breve un carattere della Sinfonia .

## Discografia parziale
- Bayerisches Staatsorchester, Zubin Mehta (Farao Classics)
- Chamber Orchestra of Europe, Claudio Abbado (Deutsche Grammophon)
- Chamber Orchestra of Europe, Heinz Holliger (Apex Teldec)
- Ensemble InterContemporain, Pierre Boulez (Sony-BMG)
- Ensemble Modern, Peter Eötvös (RCA-BMG)
- London Sinfonietta, David Atherton (Decca)
- Los Angeles Philharmonic, Zubin Mehta (Decca)
- Marlboro Festival Orchestra, Leon Kirchner (Sony-BMG)
- Philippe Herreweghe Orchestra (Harmonia Mundi Fr.)
- Radio Sinfonie-Orchester Frankfurt, Eliahu Inbal (Philips)
- SWF Sinfonie-Orchester Baden-Baden, Jascha Horenstein (Vox Turnabout)
- SWF Sinfonie-Orchester Baden-Baden, Michael Gielen (Philips)
- Twentieth Century Classics Ensemble, Robert Craft (Naxos)